# Dolog Tenera
Dolog Tenera is een bestuurslaag in het regentschap Simalungun van de provincie Noord-Sumatra, Indonesië. Dolog Tenera telt 2622 inwoners (volkstelling 2010).